# Robia LaMorte
Robia Brett LaMorte Scott (née le 7 juillet 1970) est une danseuse et actrice américaine. Elle a été notamment remarquée comme danseuse du chanteur Prince et pour son rôle de Jennyfer Calendar dans la série Buffy contre les vampires. En 1992, elle fait une apparition dans le clip du groupe pop d'origine anglaise Go West, dans la chanson Tell Me, issue de l'album Indian Summer.

## Vie privée
Elle s'est mariée le 22 mai 2010 à James Proctor ; ils ont un enfant ensemble, une fille prénommée Gemma née en 2011.

## Filmographie

### Cinéma
- 1997 : Spawn : Reporter de XNN
- 2019 : Unplanned : Cheryl

### Télévision
- 1991 : Le crépuscule des vampires (en) (Blood Ties) (téléfilm) : femme
- 1993 : Beverly Hills 90210 (saison 4, épisodes 1 et 2) : Jill Fleming
- 1995 et 1998 : Les Dessous de Palm Beach (saison 4, épisode 16 et saison 8, épisode 1) : Veronique Collins et Denise
- 1997 : The Sentinel (saison 3, épisode 5) : Erika Lazar
- 1997-1998 : Buffy contre les vampires (14 épisodes) : Jenny Calendar
- 1999 : Sarah (saison 1, épisode 8) : Angela
- 1999 : Le Caméléon (saison 3, épisode 15) : Cindy Wells
- 1999 : Premiers secours (5 épisodes) : Megan Cates
- 2000 : La Loi du fugitif (saison 1, épisode 19) : Maureen Cummings
- 2001 : Les Experts (saison 2, épisode 12) : Joan Marks